# Place des Martyrs (métro d'Alger)
 (décembre 2021).
Si vous disposez d'ouvrages ou d'articles de référence ou si vous connaissez des sites web de qualité traitant du thème abordé ici, merci de compléter l'article en donnant les références utiles à sa vérifiabilité et en les liant à la section « Notes et références ».
Pour les articles homonymes, voir Place des Martyrs.
Place des Martyrs est une station terminus de la ligne 1 du métro d'Alger en Algérie. Elle est située place des Martyrs qui fait le lien entre Alger-Centre, la Casbah et Bab El Oued, dans la ville d'Alger.
Elle est mise en service le 10 avril 2018.

## Situation sur le réseau
Elle constitue le terminus ouest de la ligne 1 du métro d'Alger.

## Histoire
La station fait partie de l'extension A de 1,69 km depuis la station Tafourah-Grande Poste de la ligne 1 du métro dont les travaux ont été lancés en 2009. La station a été inaugurée officiellement le 9 avril 2018 par le président Abdelaziz Bouteflika pour une mise en service le lendemain.

## Services aux voyageurs

### Accès et accueil
Elle dispose de deux accès : Place des Martyrs et Basse Casbah. Elle est équipée d'un ascenseur pour les personnes à la mobilité réduite.

### Desserte

Installations et desserte
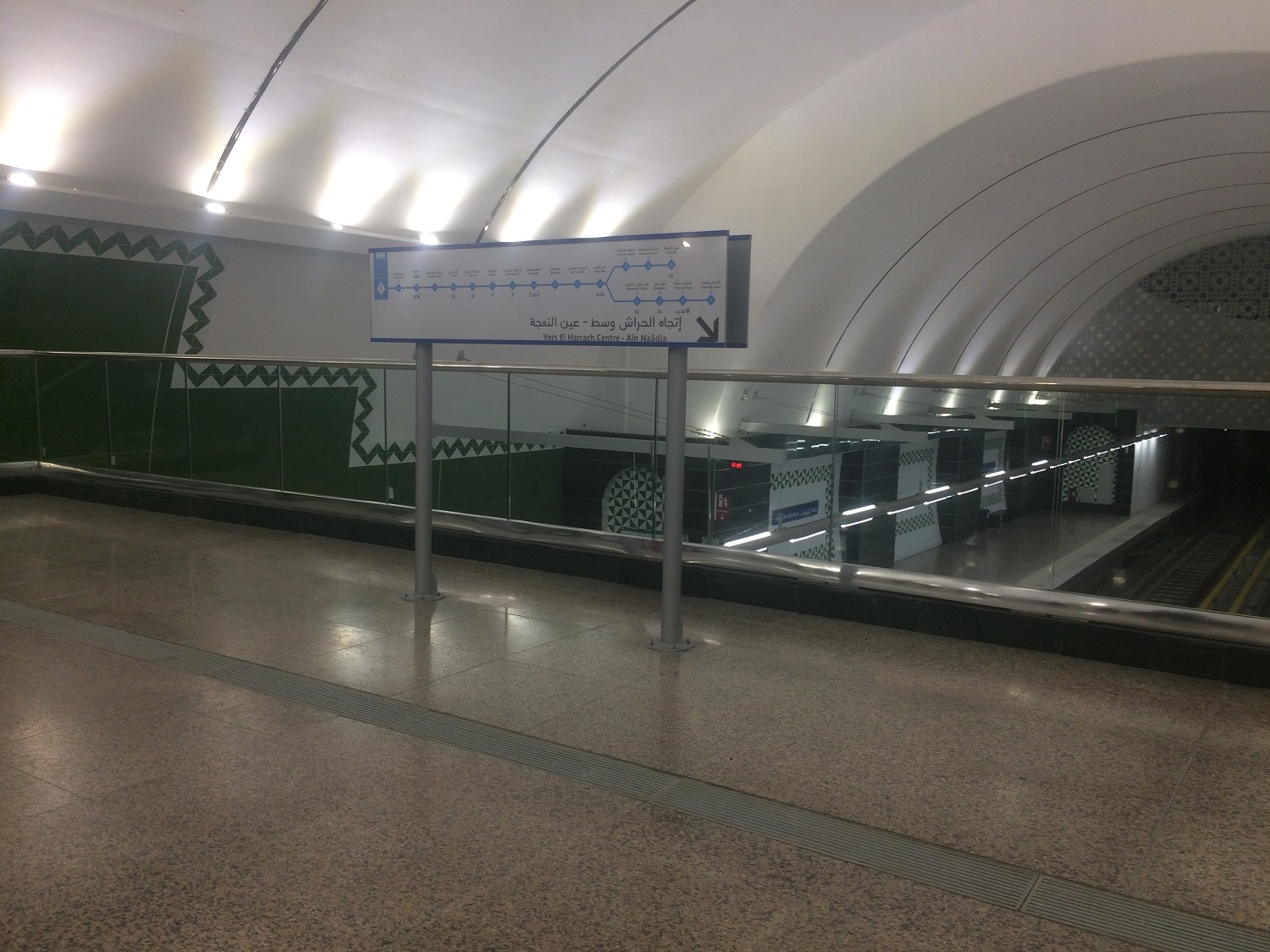
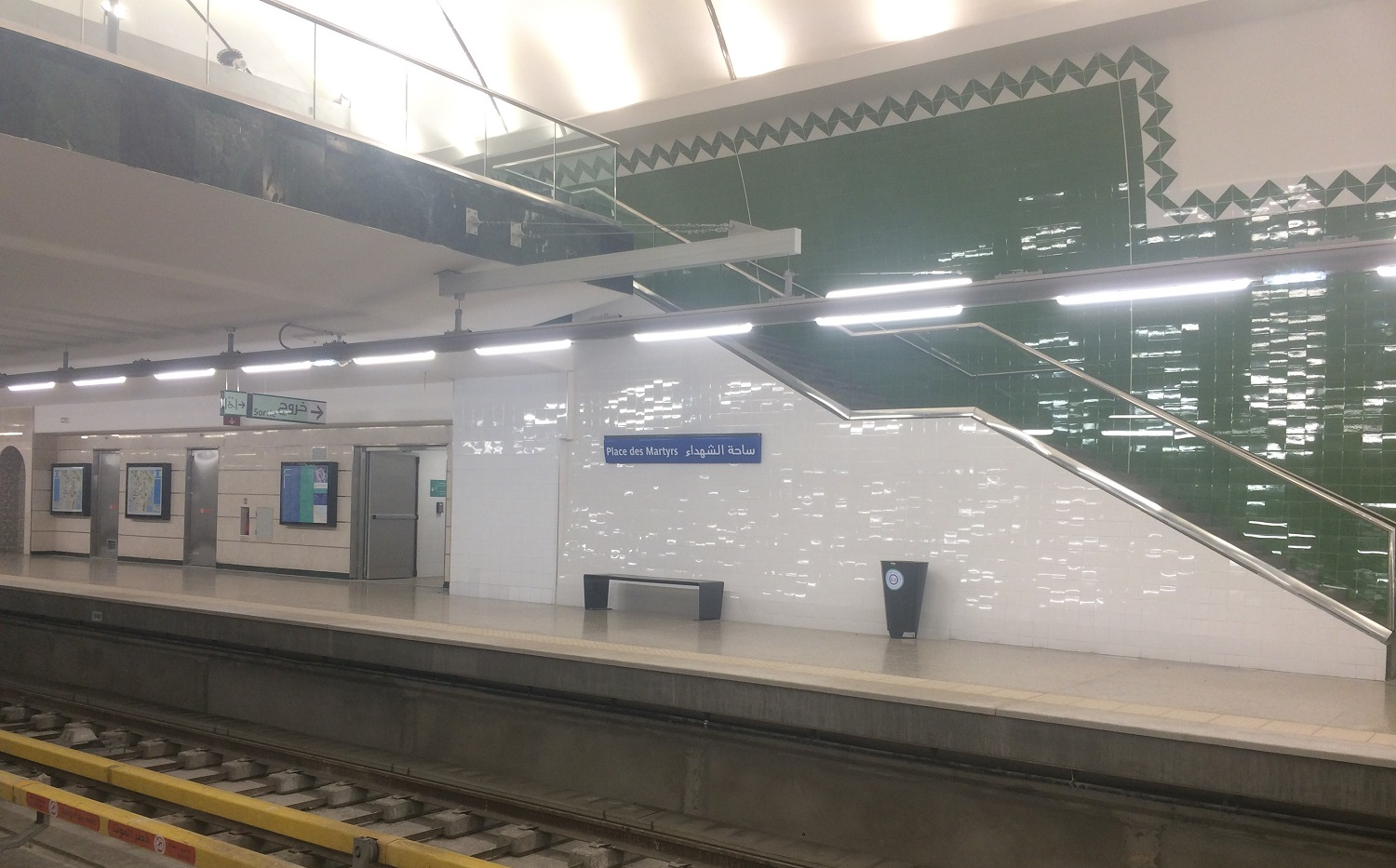
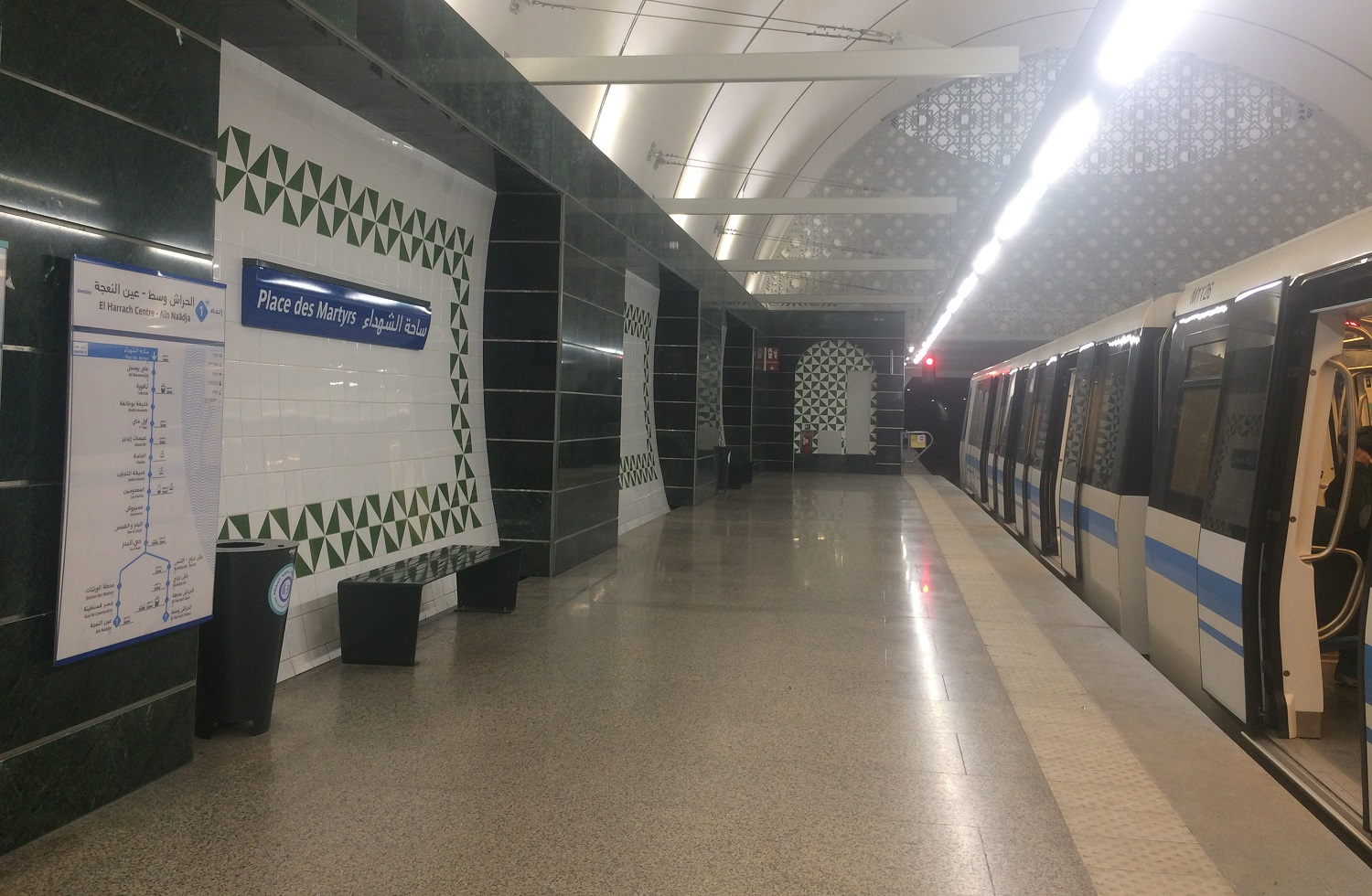

### Intermodalité
La station est en correspondance avec les lignes 4, 5, 6, 12, 45, 50, 58, 72, 74, 100, 101, 113, 121, 127 et 189 du réseau de bus de l'ETUSA.

## À proximité
- Marché Djamaa Lihoud
- Mairie de la Casbah
- Dar Aziza
- Dar Hassan Pacha
- Mosquée Ketchaoua
- Djamaâ el Kebir
- Jamaa al-Jdid
- Mosquée Ali Betchine
- Lycée Émir Abdelkader
- La Pêcherie
- Palais des Raïs
- L'institut de musique

## Exposition archéologique
On y trouve une exposition des vestiges archéologiques trouvés au moment où les travaux ont débuté sur le site.